# جشن شکار (فیلم ۲۰۰۷)
جشن شکار (به انگلیسی: The Hunting Party) فیلمی محصول سال ۲۰۰۷ و به کارگردانی ریچارد شپارد است. در این فیلم بازیگرانی همچون ریچارد گی‌یر، ترنس هاوارد، جسی آیزنبرگ، لیوبومیر کرکس، دیانه کروگر، جیمز برولین، دیلن بیکر، کریستینا کرپلا، الکساندرا گردیک، مارک ایوانیر، گوران کوستیچ، نیتین گاناترا، دیلن بیکر ایفای نقش کرده‌اند.

## داستان
داستان در مورد یک خبرنگار جوان، و یک فیلمبردار با تجربه و تلاش آن‌ها برای پیدا کردن بزرگترین خلافکار جنگی در بوسنی است، که در این راه هدف آنها این دو را با مأمورین CIA اشتباه گرفته و شروع به تعقیب شان می‌کند.